# Hypenula cacuminalis
Hypenula cacuminalis là một loài bướm đêm trong họ Noctuidae.